# Armida (Dvořák)
Armida (Op. 115; Burghauser 206) ist eine Oper in vier Akten von Antonín Dvořák (Musik) mit einem Libretto von Jaroslav Vrchlický nach Torquato Tassos Epos Das befreite Jerusalem. Die Uraufführung fand am 25. März 1904 im Prager Nationaltheater statt.

## Handlung

### Erster Akt
Gärten des Königspalasts in Damaskus
Szene 1. Männer und Frauen genießen den Frieden am Hof König Hydraots. Ein Muezzin richtet ihre Gedanken an Allah.
Szene 2. Der zauberkundige syrische Herrscher Ismen berichtet von der Ankunft des christlichen Kreuzfahrerheeres unter seinem Anführer Bohumír z Bouillonu (Gottfried von Bouillon). Dieser wolle unter dem Vorwand, das Grab Christi zu befreien, das ganze Land erobern. Hydraot ruft zum Kampf gegen die Eindringlinge auf. Doch Ismen traut der Schlagkraft des damaszenischen Heeres nicht und schlägt stattdessen eine List vor: Hydraot solle seine ebenfalls der Zauberei mächtige Tochter Armida dazu überreden, in das gegnerische Lager zu gehen, um die Ritter durch ihre Schönheit zu verwirren und Zwietracht unter ihnen zu säen.
Szene 3. Als Armida erscheint, hört sie ihrem Vater kaum zu – so sehr ist sie in Gedanken bei einem fremden Ritter (Rinald), dem sie kürzlich bei einer Jagd begegnet ist. Als Hydraot ihr endlich sein Ansinnen erklärt hat, lehnt Armida ab. Auch Drohungen ihres Vaters können sie nicht umstimmen. Daraufhin zeigt Ismen ihr eine magische Vision des christlichen Lagers, um ihr den Ernst der Lage darzulegen. Armida bemerkt unter den Rittern ihren Angebeteten und nimmt die Aufgabe an.

### Zweiter Akt
Das christliche Lager bei Damaskus
Szene 1. Die versammelten Kreuzfahrer feiern Gottesdienst mit dem Eremiten Petr.
Szene 2. Die Ritter Gernand, Roger, Dudo und Sven können es kaum erwarten, endlich den Kampf zu beginnen. Ubald richtet ihre Aufmerksamkeit auf einen Herold.
Szene 3. Der Herold fordert die Anwesenden auf, sich vor dem Zelt des Feldherrn zu versammeln.
Szene 4. Die Ritter erwarten gespannt die Rede Bohumírs.
Szene 5. Die schwarz gekleidete und verschleierte Armida erscheint im Lager und verlangt, den Anführer zu sprechen. Sofort entsteht Unruhe unter den Rittern. Petr erkennt die Gefahr, die von der scheinbar trauernden Frau ausgeht. Er versucht vergeblich, sie aus dem Lager zu bekommen. Rinald dagegen bietet Armida seine ritterliche Hilfe an. Die beiden erkennen sich wieder und schwärmen von ihrer gegenseitigen Liebe.
Szene 6. Als Bohumír aus seinem Zelt tritt, bittet ihn Rinald, Armida sein Gehör zu schenken. Nachdem sie sich vorgestellt hat, erzählt sie eine Lügengeschichte: Ihr Onkel habe ihren Vater Hydraot geblendet und in den Kerker geworfen, um selbst die Macht an sich zu reißen. Da sie ihm nicht zu Willen sein wollte, habe er ihren Bruder in die Wüste verbannt. Sie sei daraufhin aus der Stadt geflohen, um die Kreuzfahrer um Unterstützung bei ihrer Rache und der Befreiung ihres Vaters zu bitten. Sie kenne einen geheimen Weg in die Stadt. Rinald und viele weitere Ritter sind sofort bereit, ihr zu helfen. Bohumír, der nicht auf so viele seiner Leute verzichten kann, beschließt, das Los entscheiden zu lassen, wer mit Armida gehen darf.
Szene 7. Rinald und Armida haben einen Moment für sich. Da sie sich nicht auf das Los verlassen wollen, entscheiden sie sich zur Flucht.
Szene 8. Petr schöpft Verdacht, kann die Flucht aber nicht mehr verhindern, da Ismen mit einem von Drachen gezogenen Zauberwagen auftaucht und Armida und Rinald fortbringt

### Dritter Akt
Armidas Zaubergarten
Szene 1. Armida und Rinald genießen ihre Liebe in einem Zaubergarten mitten in der Wüste. Sirenen, Nymphen und Feen besingen die Schönheit und friedliche Atmosphäre des Gartens.
Szene 2. Ismen beobachtet das Paar eifersüchtig, da er selbst ein Auge auf Armida geworfen hat.
Szene 3. Während Rinald schläft, gemahnt Ismen Armida an ihre Pflicht, Rinald zu töten. Doch Armida steht zu ihrer Liebe und weigert sich. Weder Ismens eigene Liebeserklärung noch seine Warnungen vor der Heimtücke des Kreuzritters können sie umstimmen. Schließlich droht er, den ganzen Palast mit dem Zaubergarten über ihnen zusammenbrechen zu lassen. Armida verweist im Gegenzug auf ihre eigenen Zauberkräfte.
Szene 4. Als Rinald erwacht, kommt es zu einem Kräftemessen zwischen Ismens und Armidas magischen Fähigkeiten. Sie lässt den von Ismen vernichteten Palast und Garten sogleich wieder in voller Pracht erscheinen. Der gedemütigte Ismen schwört Rache.
Szene 5. Die Sirenen locken zwei Kreuzritter herbei, die sich auf der Suche nach Rinald befinden. Ismen erkennt sogleich seine Gelegenheit.
Szene 6. Die Ritter Ubald und Sven fragen Ismen nach dem Besitzer des Schlosses. Ismen erzählt ihnen, dass Armida es für Rinald errichtet habe und es von unzähligen Dämonen bewacht werde. Allerdings befinde sich in den Gewölben des Schlosses der Diamantschild des Heiligen Michael, durch dessen magnetische Kraft sie Rinald zurückgewinnen können. Er werde ihnen den Weg dorthin zeigen.
Szene 7. Sirenen und Nymphen besingen die Liebe.
Szene 8. Ubald und Sven haben den Diamantschild erfolgreich an sich gebracht und sind bis zu Rinald und Armida vorgedrungen. Sie halten Rinald den Schild vor Augen, entreißen ihn so der Macht Armidas und führen ihn fort. Ismen kann nun die Burg zerstören.

### Vierter Akt
Oase, in der Ferne das christliche Lager
Szene 1. Rinald, der in einem Kampf verwundet wurde, erinnert sich an die Geschehnisse der letzten Tage. Er bereut seinen Verrat zutiefst und bittet Gott um Vergebung.
Szene 2. Seine Freunde Ubald, Sven und Petr kommen in die Oase zurück, in der sie Rinald nach dem Angriff der Mohren zurücklassen mussten. Sie versichern ihm, dass seine Sünden vergeben seien. Rinald ist voller Tatendrang.
Szene 3. Die Kreuzfahrer drängen zum Aufbruch nach Damaskus. Rinald will mitkämpfen, ist aber noch zu schwach. Petr schlägt vor, ihm den Diamantschild zu reichen. Als Rinald darauf schlägt, heilen seine Wunden spontan.
Szene 4. Plötzlich erscheint Ismen und greift Rinald an. Rinald gewinnt die Oberhand. Um sein Leben zu retten, verspricht Ismen ihm Nachrichten über Armida. Doch Rinald will nichts mehr von ihr wissen. Er tötet Ismen.
Szene 5. Ein Ritter in schwarzer Rüstung nähert sich. Rinald sticht auch diesen nieder. Zu spät erkennt er, dass es sich um Armida selbst handelt. Er segnet und tauft sie, worauf sie in seinen Armen stirbt. In der Ferne erklingen die zuversichtlichen Rufe der Kreuzritter.

## Gestaltung

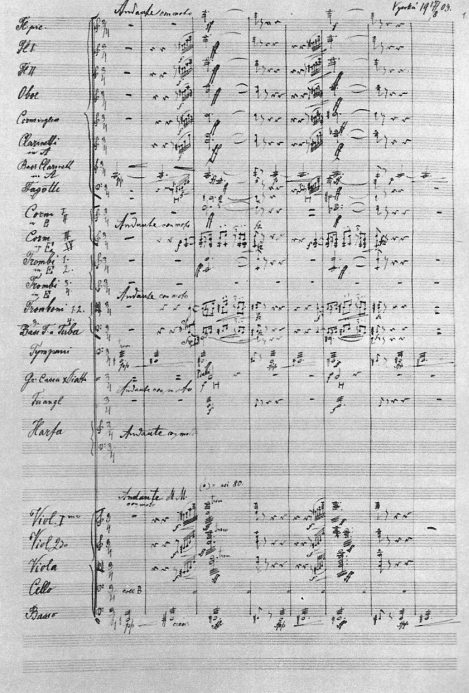
Partitur-Autograph der Ouvertüre

### Instrumentation
Die Orchesterbesetzung der Oper enthält die folgenden Instrumente:
- Holzbläser: Piccoloflöte, zwei Flöten, zwei Oboen, Englischhorn, zwei Klarinetten, Bassklarinette, zwei Fagotte, Kontrafagott
- Blechbläser: vier Hörner, vier Trompeten (zwei hinter der Bühne), drei Posaunen, Tuba
- Pauken, Schlagzeug: Große Trommel, Becken, Triangel, Tamtam, Glockenspiel, Tamburin
- Harfe
- Streicher

### Libretto
Das Libretto von Jaroslav Vrchlický basiert auf der bereits vielfach vertonten Armida-Episode aus Torquato Tassos Epos Das befreite Jerusalem. In die Schlussszene mischte er eine andere bekannte Episode derselben Vorlage, den Kampf zwischen Tancredi und Clorinda. Darin tötet Tancredi unwissentlich seine Geliebte Clorinda, da er sie in ihrer Rüstung nicht erkennt, und tauft sie vor ihrem Tod. Diese Episode hatte bereits Claudio Monteverdi in seinem Madrigal Il combattimento di Tancredi e Clorinda verarbeitet.
Die Textvorlage spielt in einer orientalisch-exotischen Welt. Hauptthemen sind die Gegensätze zwischen Islam und Christentum und der Konflikt zwischen Liebe und Pflicht. Vrchlický stellt die Liebe in seinem Libretto jedoch mehr im Sinne der Romantik dar. Sein Text weist zudem logische Schwächen und Fehler in der Versstruktur auf, die Dvořák mit musikalischen Mitteln weitgehend ausglich.

### Musik
Wie bereits in Rusalka basiert Dvořáks Komposition hauptsächlich auf Leitmotiven, die nicht nur Personen charakterisieren, sondern auch Symbole wie den Diamantschild Michaels, das Kreuz Christi oder das Kreuzritterheer. Die für seine Werke eher untypische sinnlich-orientalische Atmosphäre erreichte Dvořák sowohl durch Melodien und Harmonien wie auch durch die Instrumentation. Beispielsweise kombinierte er Frauenstimmen mit Harfen und Holzbläsern. Der spezielle Tonfall dieser Oper ist eine Weiterentwicklung von Dvořáks in Amerika entwickeltem Stil. An seine 9. Sinfonie erinnern beispielsweise Ganztonleitern, Pentatonik und andere Exotismen. Dem Orientalismus gegenübergestellt sind die strengen choralartigen Kreuzfahrergesänge.

## Werkgeschichte

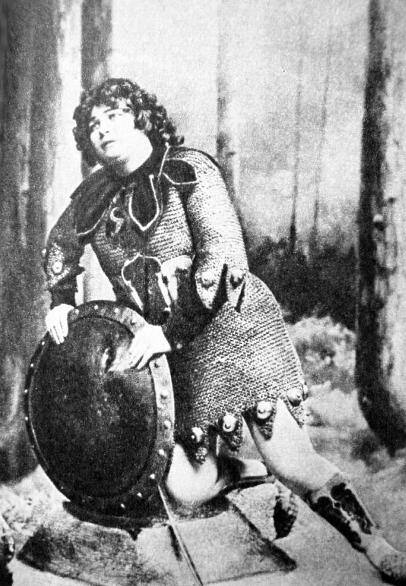
Růžena Maturová als Armida

Armida ist die letzte der zehn Opern Dvořáks. Der Librettist Jaroslav Vrchlický schrieb den Text bereits 1888 für den Komponisten Karel Kovařovic, der jedoch die Vertonung nach mehreren Versuchen aufgab (er kam nur bis zur Mitte des zweiten Akts). Anschließend bot Vrchlický das Libretto Karel Bendl und Zdeněk Fibich an, die aber beide kein Interesse zeigten. Dvořák, der bereits sein Oratorium Die Heilige Ludmilla auf einen Text Kovařovics vertont hatte, nahm dessen Angebot an, als er sich nach seinem Erfolg mit Rusalka 1901 nach einem geeigneten Libretto für seine nächste Oper umsah, zumal sein damaliger Hauptlibrettist Jaroslav Kvapil keine Zeit hatte. Er begann am 11. März 1902 mit der Komposition und beendete die Arbeit am 23. August 1903.
Die Proben für die Uraufführung begannen im Herbst 1903. Dvořák selbst hatte die Solisten ausgesucht. Als musikalischer Leiter war ursprünglich der Opernchef Kovařovic vorgesehen, doch dieser verließ das Land unter Vorgabe gesundheitlicher Gründe Anfang 1904. Die Umstände seines Abgangs sind nicht völlig geklärt. Möglicherweise spielte eine Rolle, dass Kovařovic selbst einige Jahre zuvor seine Vertonung des Librettos aufgegeben hatte. Auf Wunsch Dvořáks übernahm František Picka die restlichen Proben. Mehreren Berichten zufolge war die Stimmung sehr angespannt. Dvořák griff häufig in die Probenarbeit ein. Eine Probe verließ er gar mit der Partitur und drohte, das Projekt abzusagen. Am Tag der Hauptprobe erklärte sich Bohumil Ptak, der Sänger des Rinald, für indisponiert, worauf die Uraufführung um drei Wochen verschoben werden musste.
Bei der Uraufführung am 25. März 1904 im Prager Nationaltheater sangen Emil Pollert (Hydraot), Růžena Maturová (Armida), Bohumil Benoni (Ismen), Václav Viktorin (Bohumír z Bouillonu), Václav Kliment (Petr), Bohumil Pták (Rinald), Robert Polák (Gernand), Bedřich Bohuslav (Dudo), František Šír (Ubald), Adolf Krössing (Sven), Hynek Švejda (Roger), Otakar Chmel (Herold), Jan Vildner (Muezzin), Marie Kubátová (Sirene). František Picka leitete Chor und Orchester des Nationaltheaters. Die Regie hatte Robert Polák.
Die Uraufführung hatte nur einen geringen Erfolg. Es gab lediglich sechs Folgeaufführungen. Ein Grund dafür könnte das Libretto sein, das nicht dem in der tschechischen Oper der Zeit beliebten Stil des Verismo folgte. Auch war die Inszenierung nur unzureichend einstudiert worden. Die Musik selbst kam beim Publikum immerhin gut an, doch Dvořák hatte zum Zeitpunkt des Applauses bereits das Theater verlassen, da er sich unwohl fühlte. Er starb fünf Wochen später, am 1. Mai 1904.
Spätere Aufführungen im Prager Nationaltheater in den Jahren 1928 (Dirigent: Otakar Ostrčil), 1942 (Dirigent: Vâclav Talich) und 1946 (Dirigent: František Skvor) sowie in anderen tschechischen Städten (Plzen 1925 und 1943, Brno 1935 und 1994, Olomouc 1936, Ostrava 1941, 1991 und 2012 sowie Liberec 1968) wurden besser aufgenommen und auch von ausländischen Kritikern gewürdigt. 1987 gab es am Nationaltheater eine Neuproduktion unter der Leitung von František Vajnar, die in fünf Spielzeiten insgesamt 28 Mal gezeigt wurde. Die erste Produktion außerhalb der Tschechoslowakei gab es 1961 in Bremen mit Montserrat Caballé in der Titelrolle. 2022 wurde die Oper an der Wexford Festival Opera in Irland gespielt. Ein Mitschnitt wurde vom Radio WDR 3 ausgestrahlt. 2023 gab es eine Neuproduktion am Nationaltheater Prag unter Leitung von Robert Jindra (Regie Jiří Heřman).

## Aufnahmen
- 1956 (Studio-Aufnahme): Vaclav Jiracek (Dirigent), Radiosymphonieorchester Prag, Radiochor Prag. Ladislav Mráz (Hydraot), Milada Šubrtová (Armida), Zdenek Otava (Ismen), Jan Soumar (Bohumír z Bouillonu), Karel Berman (Petr), Ivo Žídek (Rinald), Jiri Joran (Ubald), Antonín Zlesák (Sven), Jiri Bar (Muezzin). Multisonic CD: 31 0246 2.[7]:4450
- 19. Februar 1961 (live aus Bremen; deutsche Fassung von Kurt Honolka): George Alexander Albrecht (Dirigent), Philharmonisches Staatsorchester Bremen, Chor des Theaters der Stadt Bremen. Theodor Schlott (Hydraot), Montserrat Caballé (Armida), Jakob Engels (Ismen), Fritz Bramböck (Bohumír z Bouillonu), Elfego Esparza (Petr), Kurt Rüsche (Rinald), Alfred Scheibner (Ubald), Georg Koch (Sven), Marcus Platzer (Muezzin). Foyer CD: CF 2015, Foyer LP: FO 1026(3).[7]:4451
- 22. Mai 1995 (live, konzertant aus dem Prager Rudolfinum): Gerd Albrecht (Dirigent), Tschechisches Philharmonisches Orchester, Prager Kammerchor. Pavel Daniluk (Hydraot), Joanna Borowska (Armida), George Fortune (Ismen), Vratislav Kriz (Bohumír z Bouillonu), Miroslav Podskskalsky (Petr), Wiesław Ochman (Rinald), Milan Buerger (Gernand), Richard Sporka (Dudo), Zdenek Harvánek (Ubald), Jan Markvart (Sven), Vladimir Nacházel (Roger), Roman Janál (Herold und Muezzin), Monika Brychtova (Sirene). Orfeo CD: C 404 962 H.[7]:4452
- Oktober 2022 (live aus Wexford): Norbert Baxa (Dirigent), Orchester und Chor der Wexford Festival Opera. Josef Benci (Hydraot), Jennifer Davis (Armida), Stanislaw Kufliuk (Ismen), Rory Dunne (Bohumír z Bouillonu), Jan Hnyk (Petr), Gerhard Schneider (Rinald), Andrii Charlamow (Gernand), Chris Mosz (Dudo), Josef Kovacic (Ubald), Josef Moravec (Sven), Thomas Birke (Roger), Libuse Santorisova (Sirene). Radioübertragung auf WDR 3.[4]